# Topptjärnen (Åre socken, Jämtland)
Topptjärnen är en sjö i Åre kommun i Jämtland och ingår i Nean-Vapstälvens kustområde.